# Jamatai
Jamatai-koku (japonsky 邪馬台国), zkráceně také Jamatai, je jedním z nejstarších známých státní útvarů na území Japonska, existující na přelomu období Jajoi a Kofun. Jednalo se o konfederaci zhruba třiceti menších království, v jejímž čele stála královna sloužící zároveň jako hlavní šamanka. První známou panovnicí byla královna Himiko (vládla 180 – 248 n. l.), která je také první zmíněnou Japonkou v dějinách. Na začátku období Kofun (kolem 250 n. l.) došlo k postupnému úpadku Jamatai na úkor nového státního celku Jamato (大和国). Spojitost mezi Jamatai-koku a pozdějším státem Jamato je stále předmětem debat.

## Písemné zmínky

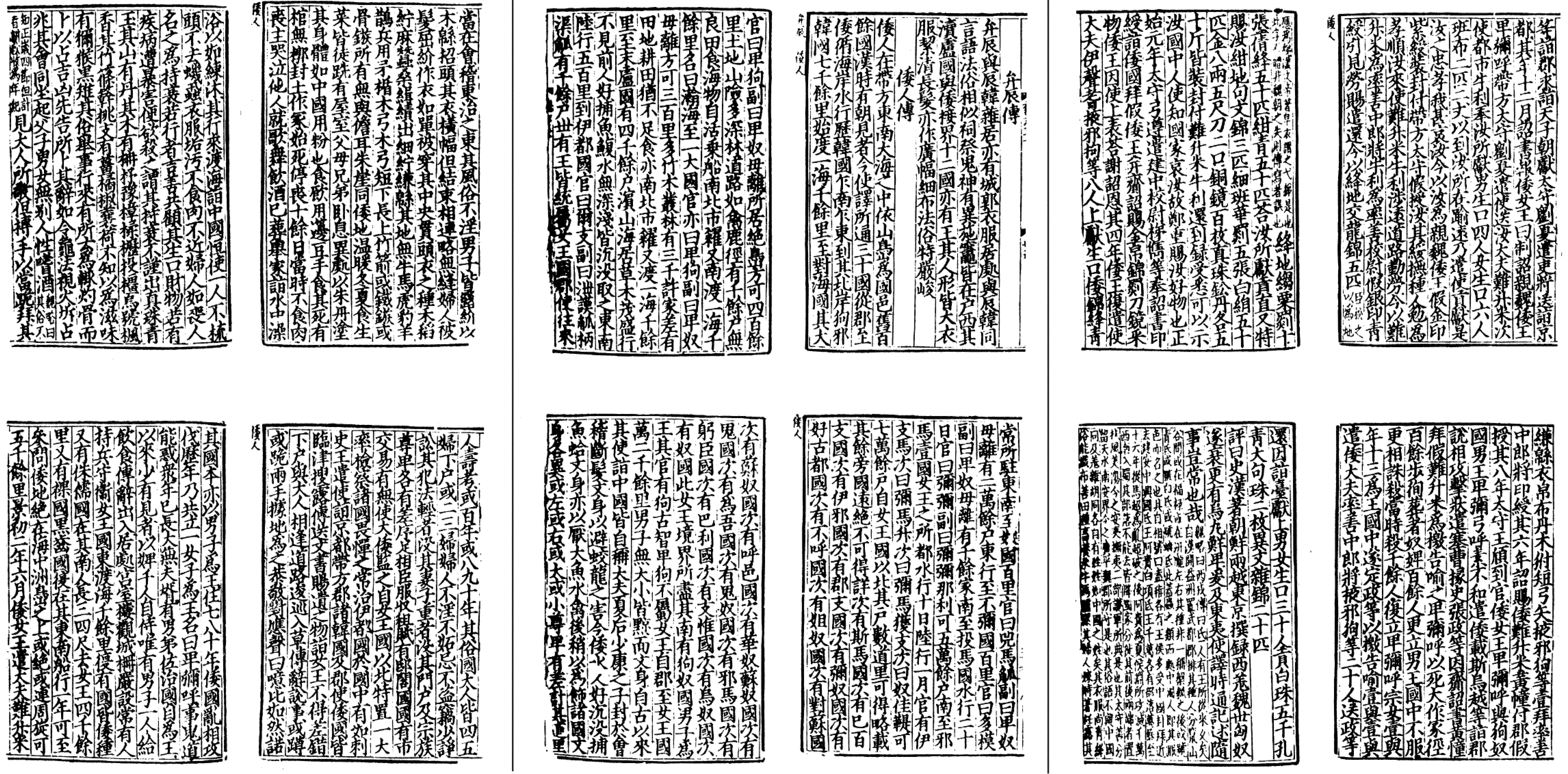
Kronika Wej č’

První zmínky o Jamatai pocházejí z čínské kroniky Wej č’ z roku 295, která se zabývá převážně historií říše Wej. V pasáži známé jako Wadžinden (倭人伝, „Záznamy o lidech Wa“) popisuje kulturu a zvyky obyvatel japonských ostrovů, včetně jejich státního zřízení. Diplomatické vztahy s Jamatai popisují také korejská království v kronice Samguk sagi (三國史記, „Historie tří království“) z roku 1145. V době existence státu Jamatai se do Japonska ještě nerozšířilo čínské znakové písmo, a tak jsme odkázáni na zahraniční zdroje a archeologické nálezy . Nejstarší japonské kroniky, sepsané o více než 400 let později, Kodžiki (dokončená roku 712) a Nihonšoki (dokončená roku 720), se o existenci Jamatai nebo královny Himiko vůbec nezmiňují, i přes to, že se kronika Nihonšoki přímo odkazuje na čínské záznamy z Wej č’.   
Z čínských zdrojů a nálezů také vyplývá, že před působením státu Jamatai existovalo na území Japonska několik set menších království. Nejvýznamnějším důkazem je pečeť království zvané Na (奴国), která byla objevena v roce 1784 na ostrově Šikanošima v dnešní prefektuře Fukuoka. Pečeť pochází z roku 57 n. l. a potvrzuje kontakt mezi Japonci a čínskou dynastií Chan.

## Královna Himiko
Himiko (卑弥呼), ve staré japonštině taktéž Pimiko, je první historicky doloženou vládkyní Japonska. Její vláda se datuje mezi lety 180 – 248 n. l., tedy ke konci období Jajoi. Podle Wej č’ „Zemi předtím vládli králové, kteří zůstali u moci přibližně sedmdesát nebo osmdesát let. Poté následovalo období nepokojů a bojů, a tak lidé vybrali ženu jako svou vládkyni. Její jméno bylo Himiko“. O období před nástupem Himiko na trůn nemáme detailní historické záznamy, archeologové však našly fragmenty zbraní, které podporují zmínky značného neklidu.    
Himiko vládla Jamatai jako královna šamanka, takže se často zabývala náboženskými rituály, a v sekulárních věcech ji zastupoval její bratr. Wej č’ zmiňuje, že „Poté co se stala vládkyní, vidělo ji jen málo lidí. Měla tisíc žen jako své služebné, ale pouze jednoho muže. Ten jí podával jídlo a pití a sloužil jako prostředník v komunikaci. Žila v paláci obklopeném věžemi a palisádami, s ozbrojenými strážemi ve stavu neustálé bdělosti“ .
Během své vlády Himiko udržovala diplomatické vztahy s korejskými královstvími a čínskou dynastií Wej. K první diplomatické misi došlo k roce 238, kdy bylo vysláno poselstvo do čínské komandérie Tai-fang na severu korejského poloostrova. Mise poté pokračovala do wejského hlavního města Luo-jangu, kde je přijal císař Cchao Žuej. V roce 240 císař Cchao Fang královnu Himiko obradoval zlatou pečetí, symbolem čínského uznání její vlády nad Japonskem. Taktéž od wejského dvora obdržela oficiální titul Královna Wa spřátelená s Wej. Další poselstva byla vyslána v letech 243 a 247. Díky těmto poselstvům se do Japonska rozšířily bronzové zrcadla čínského typu.

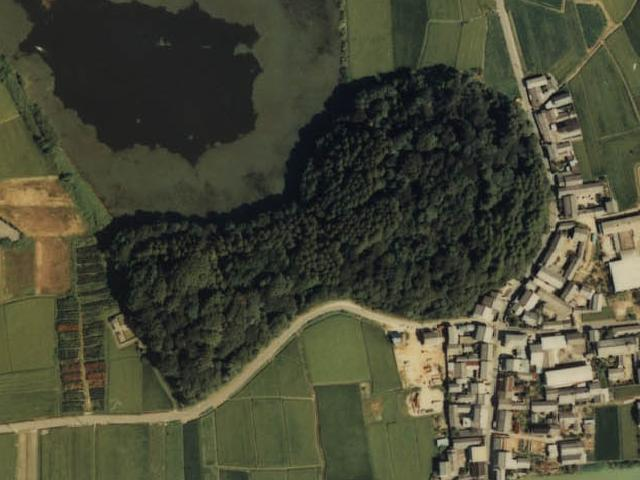
Hašihaka kofun

Himiko zemřela v roce 248 a za místo jejího odpočinku je považována hrobka Hašihaka v prefektuře Nara. Jedná se o jednu z prvních hrobek typu kofun a je důkazem centralizované autority, která byla schopna zmobilizovat dostatečně velkou pracovní sílu na uskutečnění tak rozsáhlého projektu. Hrobka však nemůže být otevřena a detailně prozkoumána, protože je oficiálně majetkem japonské císařské rodiny. I přes to, že Himiko není zmíněna v japonských kronikách bývá někdy označována jako předloha pro legendární císařovnu Džingú objevující se v kronice Kodžiki. Po smrti Himiko se vlády nad zemí chopila její neteř Tojo (臺與), které bylo v době nástupu na trůn pouhých 13 let. Toyo je zároveň poslední nám známou panovnicí Jamatai. 

## Lokace Jamatai
Přesná poloha Jamatai se během minulých desetiletí stala předmětem rozsáhlých debat, protože poloha tohoto království je velmi důležitá pro interpretaci nejstarších japonských dějin. Čínský popis cesty do Jamatai, jak je popsán ve Wej č’, je považován za velmi nepřesný. Při jeho doslovném následování se dostaneme na souostroví Rjúkjú, archeologické nálezy však tuto variantu vylučují. Do popředí se tak dostaly oblast Kansai a oblast severního Kjúšú, přesněji dnešní prefektury Fukuoka a Saga.

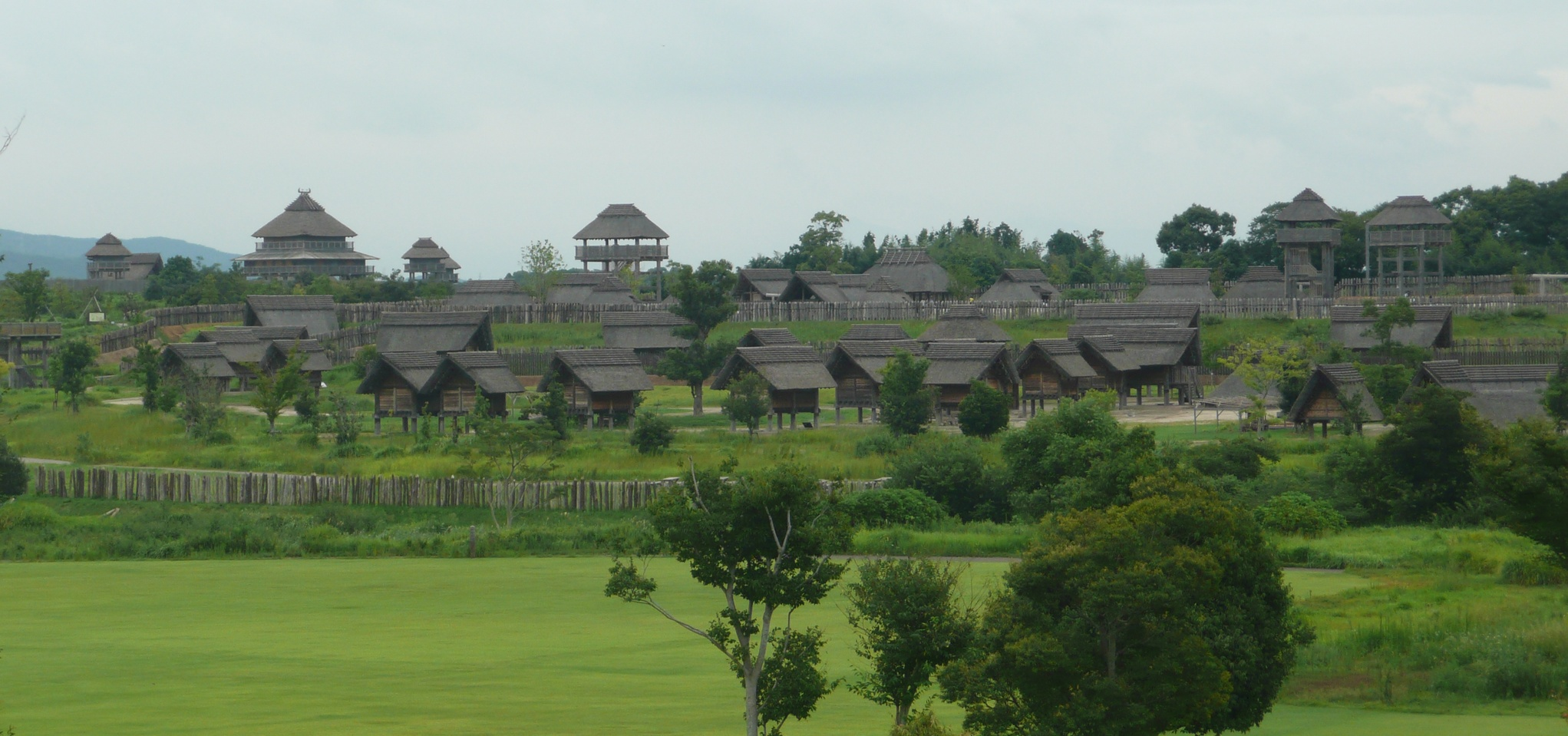
Historický park Jošinogari

Varianta Kjúšú byla dominantní verzí až do konce 20. století. První japonské zmínky o Jamatai a Himiko pochází z komentářů k nejstarším japonským kronikám, které sepsal učenec kokugaku (nacionalistického učení) Norinaga Motoori v 18. století. Podle Motooriho interpretace se Jamatai nacházelo na Kjúšú, ale jednalo se pouze o malé a nepříliš významné království, jehož vládkyně Himiko se neprávem před čínskými vyslanci vydávala za vládkyni celého Japonska. V tomto období bylo Jamatai v čele s Himiko vykreslováno v negativním světle, protože odporovalo tehdejšímu narativu o vzniku japonského státu, jak je popisován v japonských kronikách. Tento narativ existoval až do konce 2. světové války, kdy začalo docházet ke kritičtějšímu vnímání japonských dějin. Zájem o Jamatai vzrostl v roce 1986, kdy byly v Jošinogari v prefektuře Saga objeveny pozůstatky rozsáhlého komplexu budov z období pozdního Jajoi o velikosti 160 m2. Po dokončení vykopávek bylo naleziště Jošinogari přestavěno a přeměněno na historický park.

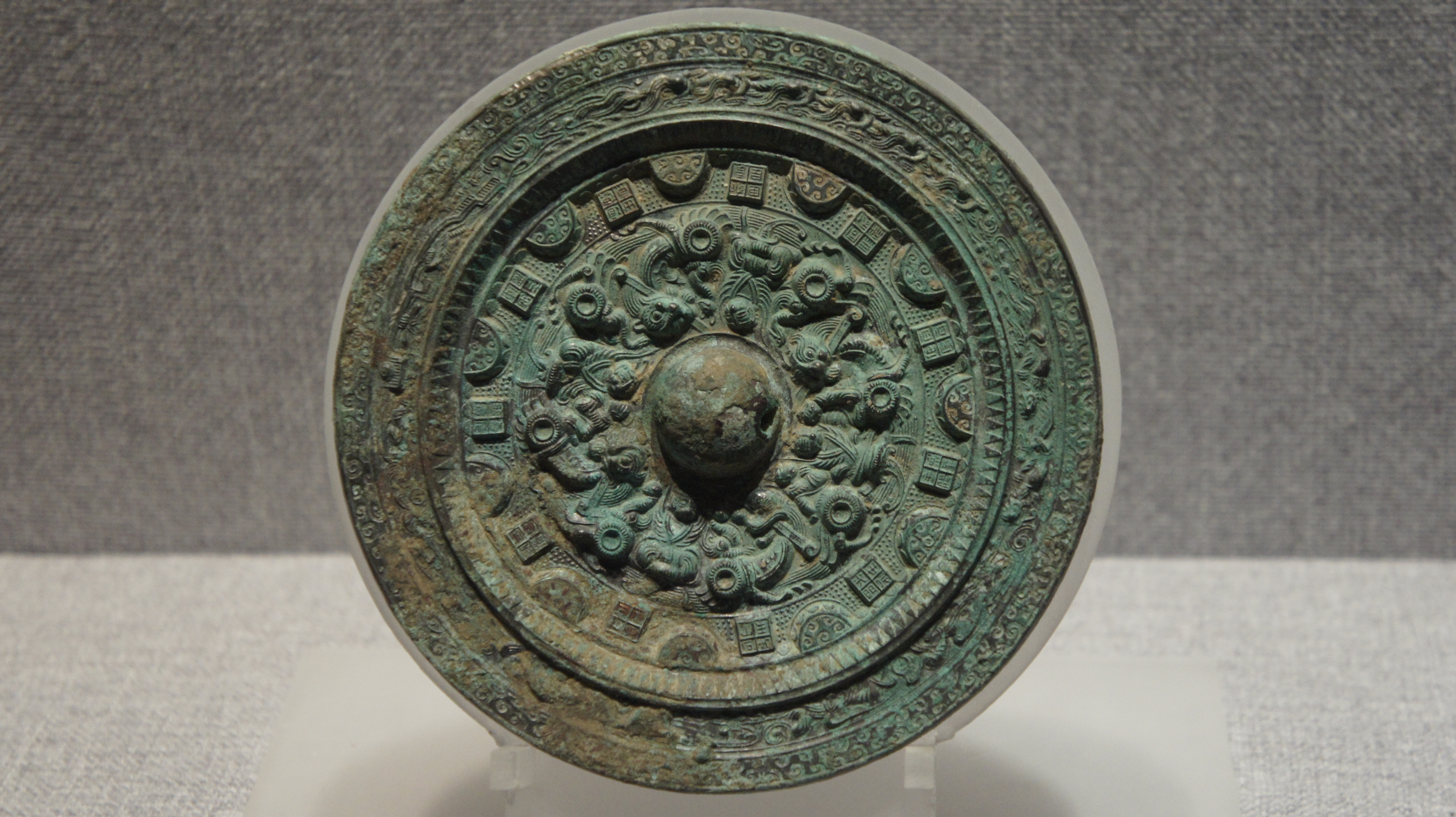
Bronzové zrcadlo z Wej

Druhou, dnes již většinou odborníků přijímanou variantou, je oblast Kansai ve středním Honšú. Tato oblast je tradičně považována za historicko-kulturní centrum Japonska. Jedním z hlavních důkazů pro existenci Jamatai v Kansai jsou hrobky kofun, které se začaly v této oblasti objevovat během 3. století. Blízko hrobky Hašihaka, která je asociovaná s Himiko, se nachází naleziště Makimuku v prefektuře Nara, obklopené celkem šesti nejstaršími hrobkami tohoto typu. Na místě bylo objeveno velké množství keramiky pocházející z jiných částí Japonska, což svědčí o tom, že se se jednalo o významné centrum období Jajoi. V roce 2009 byly odkryty pozůstatky sídla o velikosti 238 m2, jedná se tedy o největší nalezené sídlo z této doby. Makimuku se taktéž nachází blízko bývalého hlavního města Fudžiwara-kjó (694–710). Dalším významným důkazem jsou nálezy bronzových zrcadel popisovaných v kronice Wej č’. V roce 1997 bylo v hrobce Kurozuka v Naře objeveno 34 bronzových zrcadel čínského původu. V oblasti Kansai stále probíhá odkrývání nových nálezů. V říjnu 2023 bylo v hrobce Sakurai Čausujama nalezeno více než 100 bronzových zrcadel, jedná se tak o největší počet zrcadel nalezených v jedné hrobce.

## Galerie

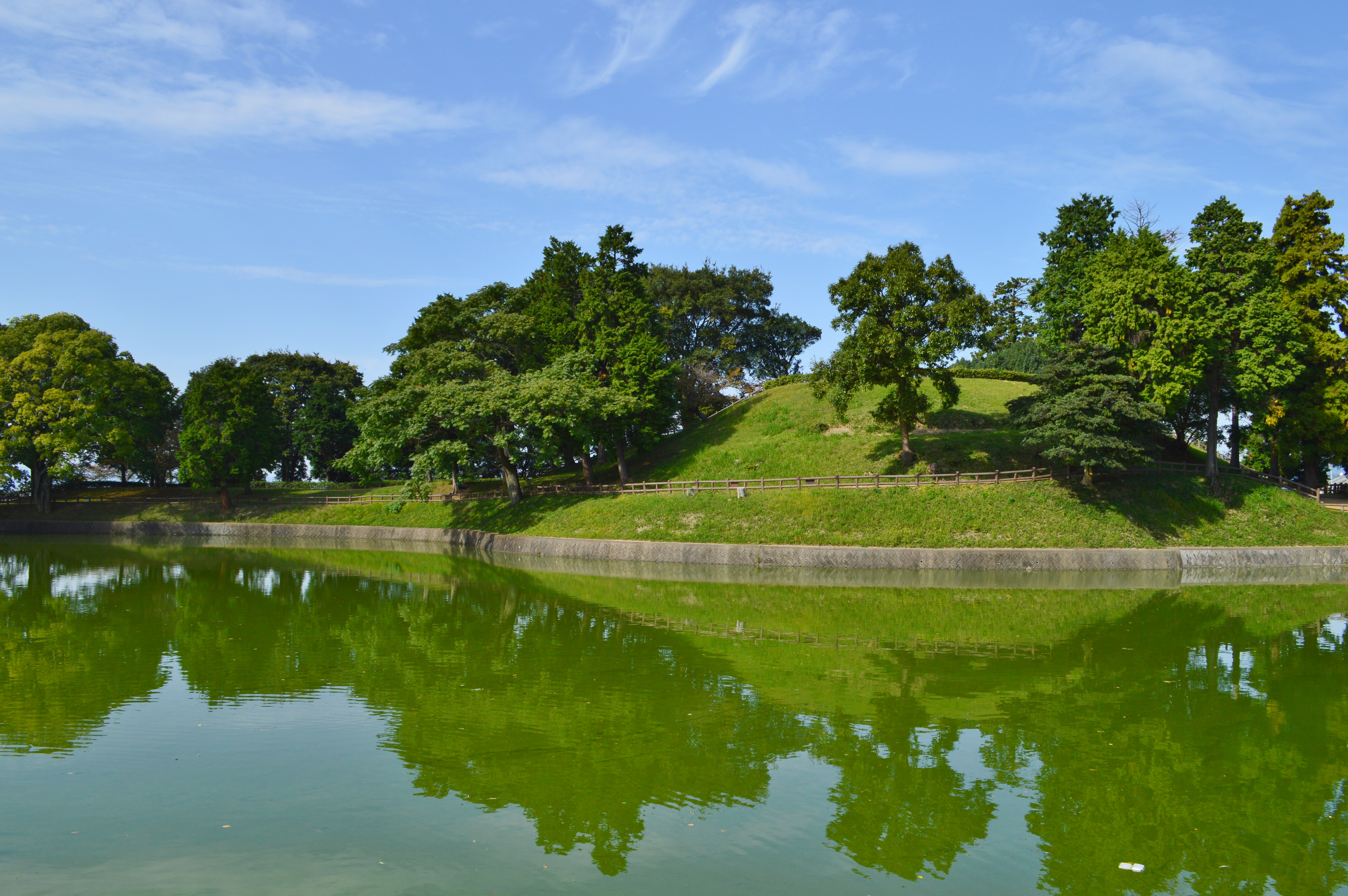
Hrobka Kurozuka
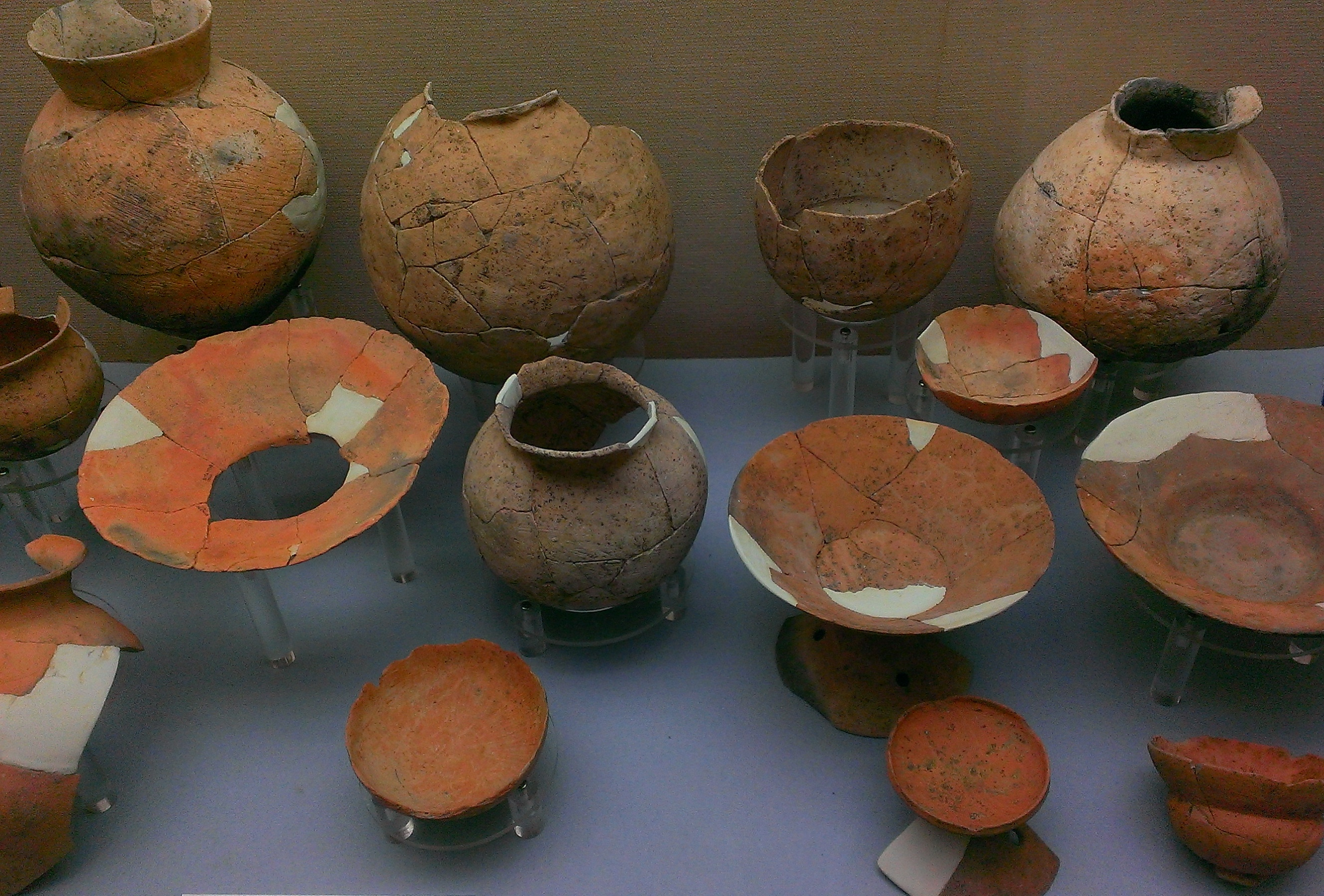
Keramika nalezená v Makimuku
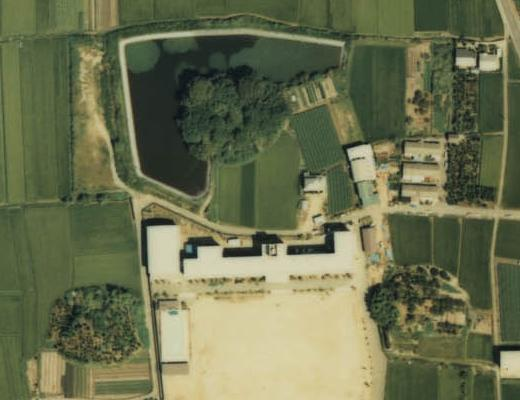
Kofun v Makimuku
Oblast Kansai
Ostrov Kjúšú